# آرنوبیوس
آرنوبیوس (به لاتین: Arnobius) معروف به پیرتر معلم علوم بلاغت در سیکا ونرئای نومیدیا در شمال آفریقا بود. او در سال ۳۰۳ میلادی، اندکی پس از گرویدن به مسیحیت اثر مشهورش، علیه کفار را منتشر کرد که پاسخی بود به ادعای مشرکان که بلایای زمانه را به‌سبب بی‌تقوایی مسیحیان می‌دانستند. کتاب لحنی گزنده و طعن‌آلود دارد، ولی نشان می‌دهد که نویسندهٔ آن تبحر چندانی در متون مقدس مسیحی ندارد.
او یکی از نخستین بربریان مسیحی شده بود و در زمان دیوکلسین (۲۸۴–۳۰۵) می‌زیست.